# 疑源类
疑源类（Acritarchs）是具有机壁的、亲缘关系不明的微体化石类群，很可能是多源的、具有不同亲缘关系的集合体。目前無法将它们归为任何已知的生物门类，但随着研究的深入，一些疑源类被归为绿藻。它们在測定地层年代、生物地层对比等方面非常有用，特别是在元古代和古生代地层中，疑源类有时是唯一可找到的化石；因此疑源类被广泛的用于生物地层学、古地理学和古环境学的研究。

## 研究历史
对疑源类的研究开始于20世纪30年代；20世纪50年代时，随着石油勘探的大量进行，开始大量研究疑源类。1963年，Evitt提出疑源类（group Acritarcha）这个概念，出自古希腊语 （不确定或混淆的）和 （起源），并将其定义为“未知并可能具有不同生物亲缘关系的微体化石，由一层或多层壁包围中央腔组成，壁的主要成分是有机物. . . . . . ”，并确定了疑源类的基本分类方法。
疑源类的研究在20世纪60—70年代进入了第二阶段，这时人们认识到疑源类是重要的化石类群，特别是在生物地层学方面，因此广泛开展疑源类分类和系统研究，命名並記述了大量的疑源类。80年代后，对疑源类进入第三阶段，对疑源类的研究被广泛应用到系统发生学、生态学、古地理学和古环境学等方面的研究上。

## 形态
疑源类的大小范围极大，从小于10微米到大于1毫米都有，大多数种类在15微米—80微米之间。它们的外形变化也很大，圆形、椭圆形、圆盘形、长形或多角形的中空壳体或中心体，在壳体表面还可能有突起、网脊、颗粒、翼、膜等外围修饰，有的种类外壳是多重的。
有些疑源类的壳体上有开口或裂缝出现，开口的类型有多种。这可能是因为疑源类是单细胞原生生物的囊孢，原生生物原生质会通过开口从囊孢中溢出。

## 分类
1963年时，Evitt就明确指出疑源类是一个非正式的、实用的、没有属以上单位的分类类目。他建议疑源类使用国际植物命名法命名形态属和形态种，而使疑源类不被归入任何特定的生物门类之下。虽然这种分类方案可能并不能反映分类单元中系统发生关系，但基于形态相似性的分类类群可能仍代表了自然类群。应用最广的疑源类分类方案之一是Evitt和Sarjeant(1963) 提出的基于壳体形状和突起形态划分的13个亚类，用“-morphitae”作为结尾。由于亚类不是命名法规规定的术语，使得属可以在亚类间转移或当其亲缘关系确定后转移至林奈系统的科下。之后又对增加和减少了一些亚类。

## 地质分布
疑源类最早可能在18亿年前的古元古代出现。而可确认的疑源类则出现于15亿年前的中元古代。新元古代时，疑源类快速分化。但在新元古代末期，疑源类可能经历了一次大灭绝。古生代早期疑源类的种类和数量不断增长，虽然在奥陶纪末期又经历了一次灭绝事件，但此后又快速增长。泥盆纪灭绝事件后，疑源类的种类和数量就一直处于很低的状态。第三纪时，疑源类也处于消退状态，唯中新世略有恢复。
疑源类主要出现在海相沉积地层中，在湖相和河相地层中也有发现。

## 亲缘关系
疑源类可以确认为是浮游生物，但它们之间的亲缘关系无法确定。疑源类不是一个单系群，可能包括有藻类、植物的孢子、原生动物的囊孢，甚至是动物的卵。

## 外部連結
- CIMP Subcommission on Acritarchs
- Commission Internationale de Microflore du Paléozoique (CIMP), international commission for Palaeozoic palynology.
- The Micropalaeontological Society （页面存档备份，存于）
- The American Association of Stratigraphic Palynologists (AASP) （页面存档备份，存于）